# Protostea

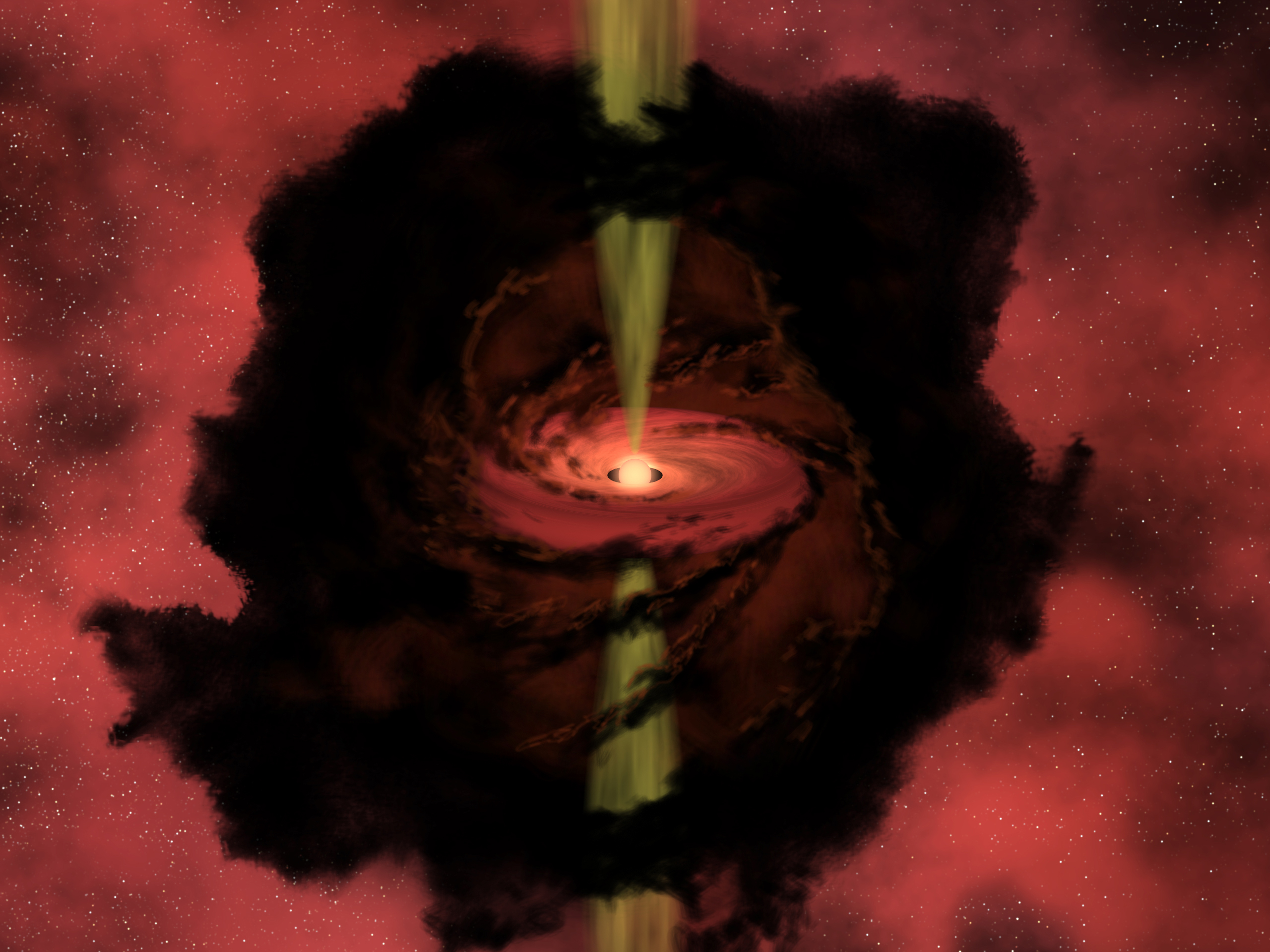
O protostea într-o Globulă Bok (reprezentare artistică).

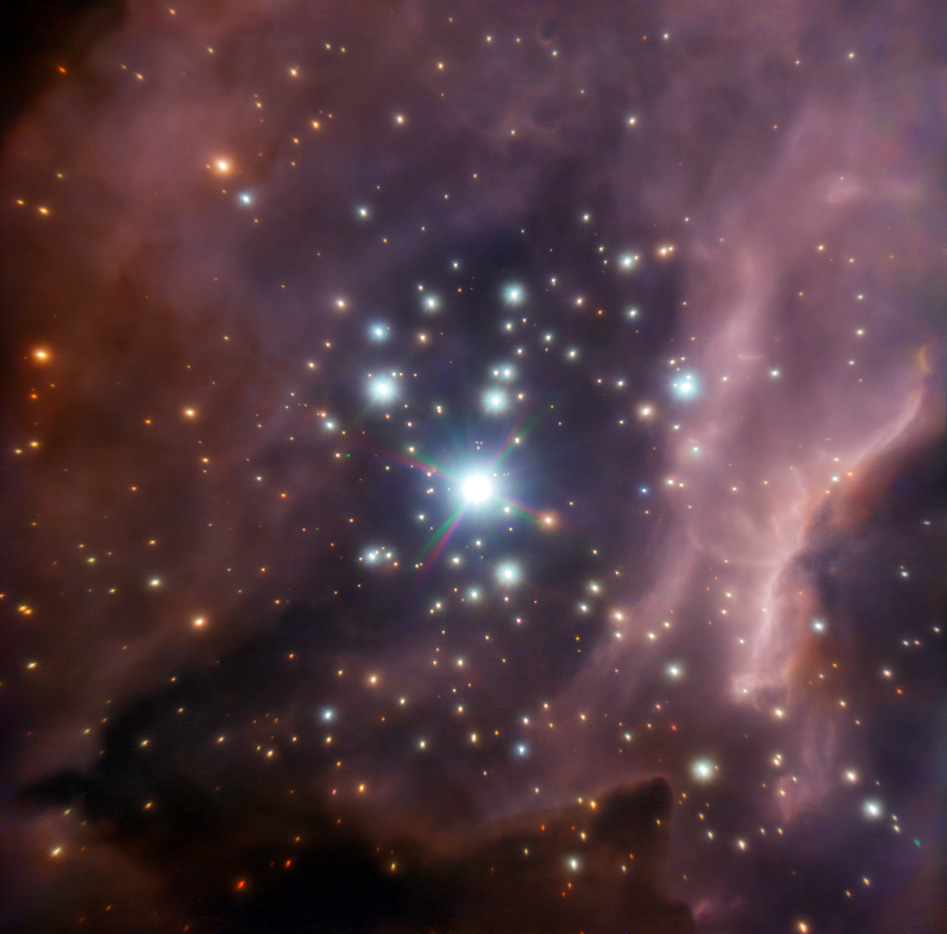
Partea centrală a grupului de stele RCW 38, în jurul tinerei stele masive IRS2, imagine obținută cu un instrument adaptiv optic Naco atașat la Telescopul Foarte Mare ESO. Astronomii au reușit să descopere că IRS2 este de fapt un sistem dublu compus din două stele, aproape la fel de masive. Astronomii au descoperit și un număr de câteva protostele.

O protostea este o masă mare de materie care se formează prin contracția gazului dintr-un nor molecular gigant aflat în mediul interstelar. Faza protostelară este un stadiu incipient în procesul de formare a stelelor. Pentru o stea cu masa Soarelui perioadă durează aproximativ 100.000 de ani tereștri.
Acesta începe în nucleul unui nor molecular odată cu creșterea densității și se termină cu formarea unei stele T Tauri, care apoi se dezvoltă într-o stea aflată pe secvența principală. Acest lucru este marcat de vânturi solare specifice stelelor T Tauri, un tip de super vânt solar, care marchează trecerea la stele ce emit energie.
Fizicianul britanic Sir James Jeans a studiat fenomenul de mai sus în detaliu. El a fost în măsură să arate în ce condiții adecvate, un nor molecular, sau o parte din el, ar începe să se contracte așa cum este descris mai sus. El a obținut o formulă pentru calcularea masei și dimensiunii pe care un nor ar trebui să o atingă, în funcție de temperatura și densitatea acestuia, pentru ca procesul de contracție gravitațională să înceapă.
Masa critică este cunoscută ca Masa Jeans. Ea se obține cu formula:
{\displaystyle M_{j}={\frac {9}{4}}\times \left({\frac {1}{2\pi n}}\right)^{\frac {1}{2}}\times {\frac {1}{m^{2}}}\times \left({\frac {kT}{G}}\right)^{\frac {3}{2}}}
unde n este numărul - densitatea de particule, m este masa particulei de gaz medie din nori și T este temperatura gazului.
O protostea se naște atunci când începe să emită energie radiativă pentru a balansa gravitatea ei și a opri colapsul gravitațional.